# Port de Jaffa
Le port de Jaffa est le port de la ville ancienne de Jaffa, aujourd'hui incluse dans la municipalité israélienne de Tel Aviv-Jaffa. 
Longtemps port de commerce relativement important, il est remplacé en 1936 par le port de Tel Aviv, lui-même déclassé en 1965, et est aujourd'hui un port de plaisance et une zone de loisirs.

## Histoire
Le port a une longue histoire, qui va de l'époque de la Bible jusqu'au 20e siècle. 

### De 1909 à 1936
1909 est l'année de la création par le mouvement sioniste, à quelques kilomètres au nord de Jaffa, de Tel Aviv, établissement juif qui va connaître un développement considérable. Au début des années 1930, à l'époque de la Palestine mandataire (qui succède en 1920 à la Palestine ottomane), Tel Aviv devient une municipalité de plein droit.

### Depuis 1936
En 1936, le port de Tel Aviv est ouvert à l'embouchure du fleuve Yarkon afin de remplacer celui de Jaffa. 
En 1965, le port de Tel Aviv est à son tour remplacé par le port d'Ashdod. 
Dans les années 2000, la zone portuaire a été rénovée et est devenue une zone commerciale et de loisirs.

## Galerie

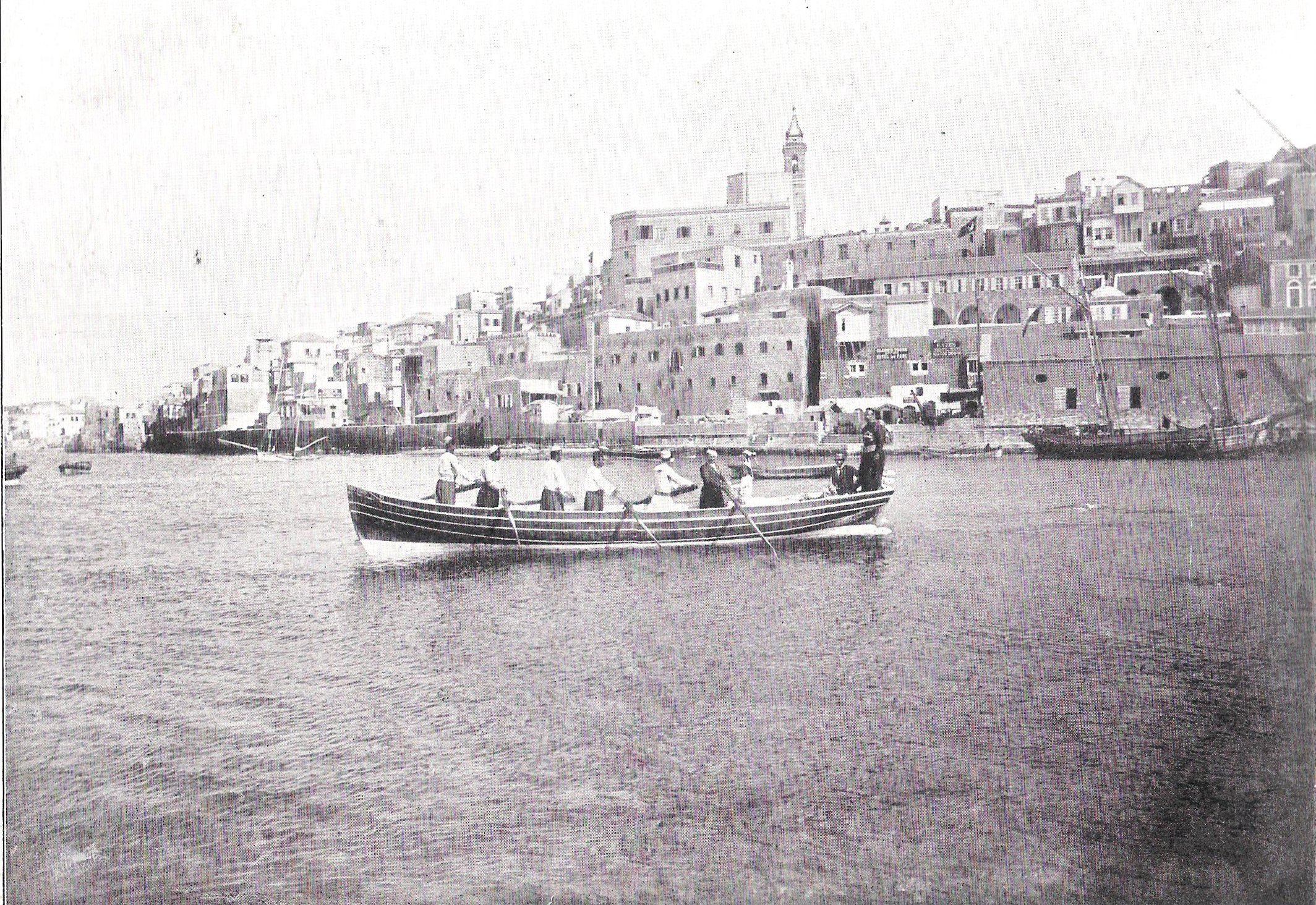
Le port au 19e siècle
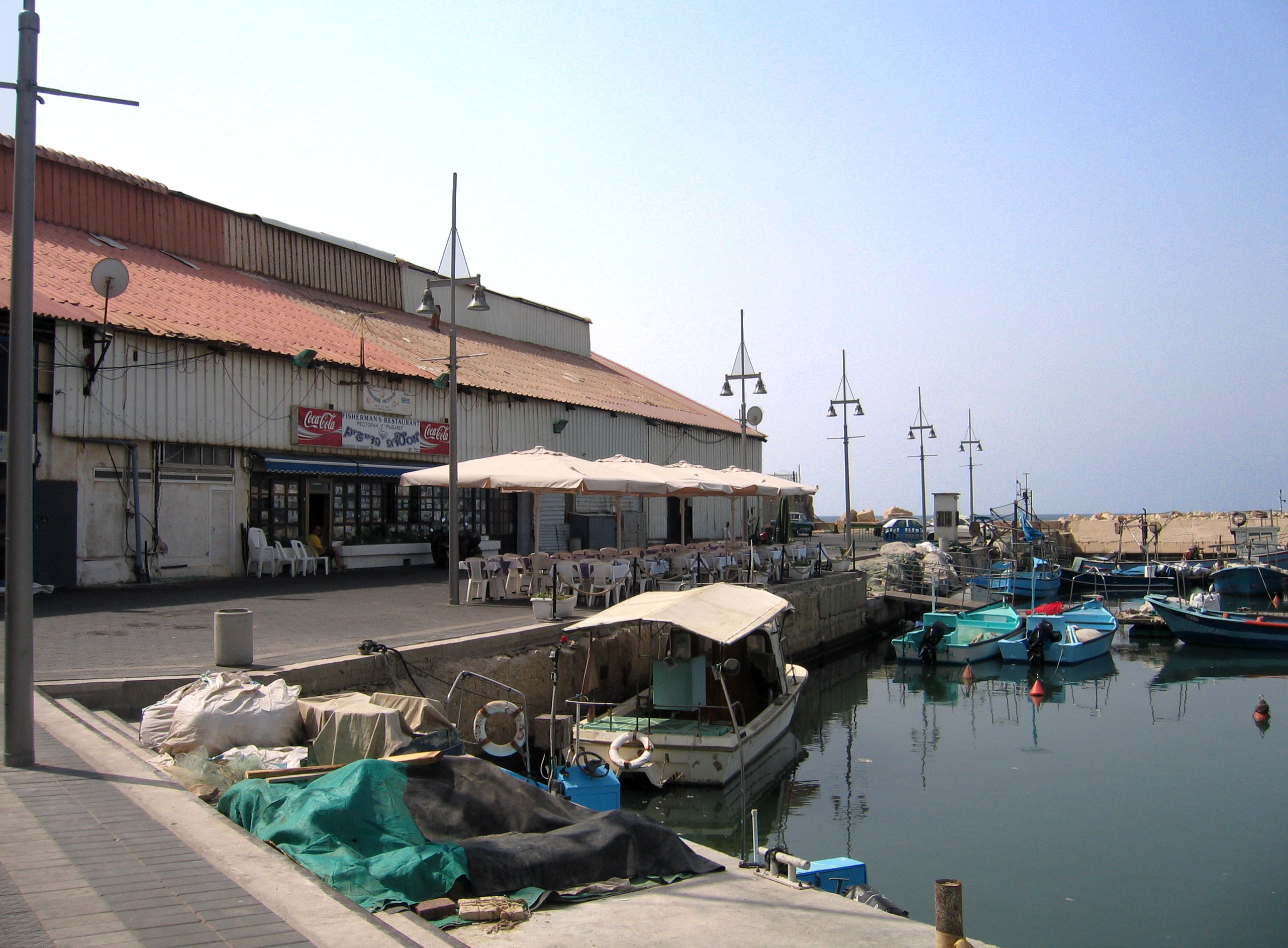
Le port aujourd'hui